# Fatma Emam
Fatma Emam Sakory (El Cairo, junio de 1982) es una activista por la lucha contra el radicalismo, la desigualdad y por los derechos de las mujeres en África. Es conocida por ser miembro de la oficina consultativa de Haggag Oddoul, escritor y activista en la lucha por los derechos del pueblo nubio y representante en el comité de redacción de la nueva constitución egipcia. 

## Biografía
Fatma Emam Sakory nació en junio de 1982 en El Cairo. Su padre fue Mukhtar Saleh Shakuri, gerente de departamento en Impuestos con un máster en estudios islámicos y su madre fue Suhair Saleh Kamal quien trabajó para una sucursal bancaria.
Fatma comenzó sus estudios en la Facultad de economía y ciencias políticas de la Universidad de El Cairo. Recibió una beca de máster de la Unión Europea e hizo su tesis en la Universidad de Gante en Bélgica. En 2010 se incorporó al Hisham Mubarak Law Center y trabajó con su equipo de investigación para elaborar un informe sobre derechos económicos, sociales y culturales. Además, trabajó como investigadora feminista colaborando con muchas organizaciones diferentes, incluyendo Nazra for Feminist Studies. Colaboró también en el Centro de Asistencia Legal de Mujeres Egipcias y otras más. Sakory marchó junto con otros manifestantes en la plaza Tahrir (El Cairo) durante el estallido de la Primavera Árabe. Después de la revolución en 2013, trabajó con el novelista Haggag Oddoul para apoyar el derecho de retorno a Nubia. La ley de derecho de retorno de Nubia implica la obligación del gobierno de permitir que los nubios regresen a su aldea natal en el sur de Egipto, después de más de cincuenta años desde que se construyó la presa de Asuán y se desvió el curso del río Nilo. Muchos de los desplazados de Nubia exigen el derecho a regresar a su zona de origen en el sur de Egipto y reasentarse en las orillas del lago Nasser.